# XIII. století
XIII. století (z cz. „XIII wiek”) – czeski zespół rocka gotyckiego, który zadebiutował w roku 1992 płytą Amulet. Wcześniej lider zespołu Petr Štěpán z bratem tworzyli punkrockową grupę Hrdinové nové fronty.
W swoich utworach często odwołują się do postaci historycznych – Elżbiety Batory, Béli Lugosiego, Andy’ego Warhola czy Tomása de Torquemady, będących ekscentrykami odrzuconymi przez społeczeństwo. Na większości płyt, oprócz Metropolis, przeważa muzyka gitarowa. Charakterystyczny jest też silny, matowy głos lidera grupy Petra Štěpána.
XIII. století jest często występującą gwiazdą na festiwalach rocka gotyckiego. W roku 2000 był główną gwiazdą na organizowanym w Polsce Castle Party. Zespół ten został wypromowany w Polsce dzięki radiowym audycjom Tomasza Beksińskiego.
Działalność zespołu została zawieszona w 2004 roku. W 2008 roku muzycy wznowili działalność.

## Muzycy[1]

### Skład zespołu
- Petr Štěpán – wokal, gitara elektryczna
- Kateřina Kameníková – instrumenty klawiszowe
- Miroslav Paleček – gitara basowa
- Pavel Štěpán – perkusja

### Byli członkowie zespołu
- Jana Havlová – instrumenty klawiszowe
- Olie Ryšavá – instrumenty klawiszowe
- Bedřich Musil – gitara elektryczna
- Martin Soukup – gitara basowa
- Jiří Šindelka – gitara basowa
- Marcel Novák – gitara basowa
- Michal Kourek – gitara basowa
- Petr Palovčík – gitara basowa
- Jindřich „Henry” Dostál – gitara basowa, chórki

### Współpraca
- Karolina Husáková (wokal operowy) – Gotika
- Lenka Schreiberová (wokal, melorecytacje) – Werewolf
- Miroslav Matějka (flet) – Werewolf
- Radek Křížanovský (skrzypce) – Werewolf
- Martin Válek (skrzypce) – Werewolf
- Vladimír Kroupa (skrzypce) – Werewolf
- Pavel Verner (wiolonczela) – Werewolf
- Tomáš Vráb (instrumenty klawiszowe) – Werewolf
- Jana Maffet Šouflová (harfa) – Ritual

## Dyskografia[2]
- Vampir Songs For Agnes (1991/1995)
- Amulet (1992)
- Gotika (1994)
- Mistr A Markétka (1994)
- Nosferatu (1995)
- Werewolf (1996)
- Ztraceni v Karpatech (1998)
- Metropolis (2000)
- Karneval (2001)
- Vendetta (2004)
- Vampire Songs - Tajemství gothických archivů (2005)
- Gold (2006)
- Dogma (2009)
- Nocturno (2010)[3]
- Ritual (2011)
- Live in Berlin (2012)
- Horizont události (2013)
- Intacto (2016)
- Pandora (2016) kompilacja 10 CD
- Frankenstein (2019)
- Zahrada Světel (2020) 2*CD, 2*LP[4]
- Amulet Live 2023 (2023)
- Noc vlků (2024)